# Tiranet cuallarg gros
El tiranet cuallarg gros (Stigmatura budytoides) és un ocell de la família dels tirànids (Tyrannidae).

## Hàbitat i distribució
Habita els matolls, localment del centre i sud-est de Bolívia, Paraguai i nord i centre de l'Argentina de l'est del Brasil.